# Kalundborg Gymnasium
Kalundborg Gymnasium ligger i Kalundborg ved Kalundborg Hallerne og Højbyen med Vor Frue Kirke, hvis omrids er skolens logo. Gymnasiet har ca. 600 elever, 24 klasser, og mulighed for både stx og hf. Skolen udbyder studieretninger inden for naturvidenskab, sprog, musik og samfundsfag.
Rektor for Kalundborg Gymnasium er Trine Fogh Lauridsen. Det har hun været siden marts 2022. Fra august 2006 til november 2021 var Peter Abildgaard Andersen rektor. Inden da, fra 1981, var Niels Arne Uglebjerg (kaldet Uglen) rektor, og han kunne således fejre 25 års jubilæum. Den første rektor var R. Stig Hansen (1910-1999) fra gymnasiets oprettelse i 1957.
Gymnasiet har to gange været vært for Euroweek med gymnasieelever fra hele Europa. Senest i september 2022, i samarbejde med Calmare Internationella Skola i Kalmar, Sverige, og inden da i oktober 2007.
Naboer til gymnasiet er Kaalund Kloster til den ene side og Allikelund Gymnasium, der bl.a. tilbyder HHX og HTX, til den anden.

## Fysiske omgivelser
Kalundborg Gymnasium startede i 1957, som et kommunalt gymnasium, i en eksisterende skolebygning fra ca. 1900. 1. januar 2007 overgik skolen til statsligt selveje.
I 1963 blev der bygget en fløj ud i parken med en række almindelige klasselokaler, faglokaler og en samlingssal, som i dag er kantine.
I 1976 blev skolen udvidet med nye fløje med almindelige klasselokaler, kemilokaler, musiklokaler, ny samlingssal, trinauditorium og bibliotek.
I 2001 blev taget en ny fløj med fire store klasselokaler og åbne studieområder i brug.
I 2010’erne blev skolen gennemgribende renoveret. I første omgang, i 2012-2013, indgangen fra J. Hagemann-Petersens Allé og lokalerne deromkring. Efterfølgende kantinen, samt hele "C-gangen" og nye administrationslokaler. En tilbygningen med fysiklokaler og klasseværelser blev taget i brug i 2020.

### Lundbye og Klosterparken
Til den nyrenoverede kantine blev erhvervet et værk af Maja Lisa Engelhardt, som også er tidligere elev. Værket hilser En dansk kyst i både motiv og titel og dermed et andet bysbarn: J.Th. Lundbye. Kommer man til gymnasiet fra Klosterparken, der hvor J. Hagemann-Petersens Allé møder Klosterparkvej, er det også hans skikkelse man ser: En bronzeskulptur ligeledes skabt af Engelhardt og rejst i forbindelse med 200 året for Lundbyes fødsel.
Lidt længere inde i parken står en stor, gammel platan, et såkaldt evighedstræ, der hvert år er centrum for fælles kædedans til fejring blandt årets studenter.

## Kendt lærer
Rasmus Brøgger Najbjerg har lavet en youtube-kanal om bl.a. fysik.